# Kanton Monsols
Monsols is een voormalig kanton van het Franse departement Rhône. Het kanton maakte deel uit van het arrondissement Villefranche-sur-Saône.
In maart 2015 werd het kanton opgeheven. De gemeente Cenves werd overgeheveld naar het kanton Belleville, de overige gemeenten werden onderdeel van een nieuw kanton Thizy-les-Bourgs.

## Gemeenten
Het kanton Monsols omvatte de volgende gemeenten:
- Aigueperse
- Azolette
- Cenves
- Monsols (hoofdplaats)
- Ouroux
- Propières
- Saint-Bonnet-des-Bruyères
- Saint-Christophe
- Saint-Clément-de-Vers
- Saint-Igny-de-Vers
- Saint-Jacques-des-Arrêts
- Saint-Mamert
- Trades